# 美術館通り (郡山市)

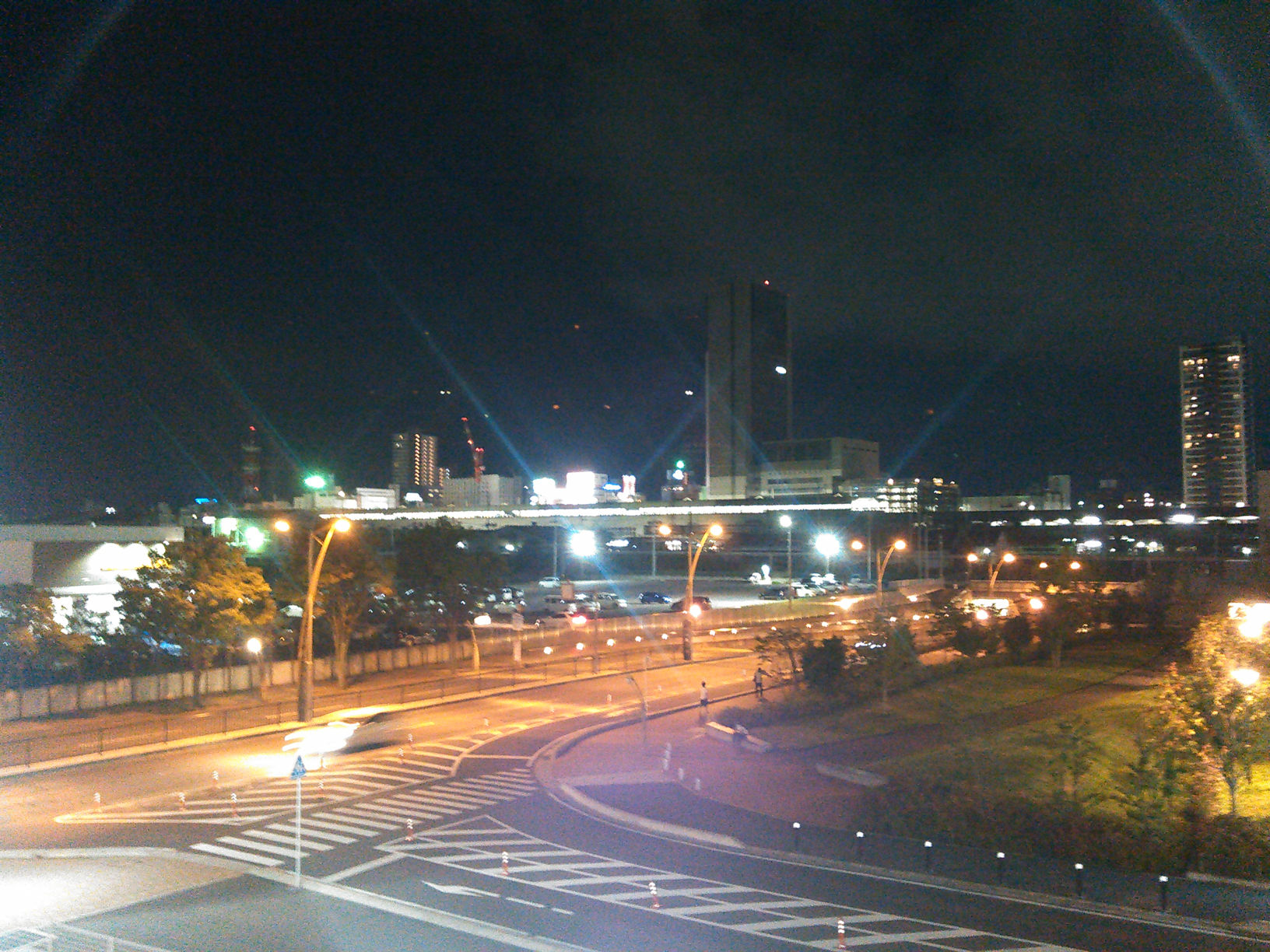
郡山駅東側から西口方向

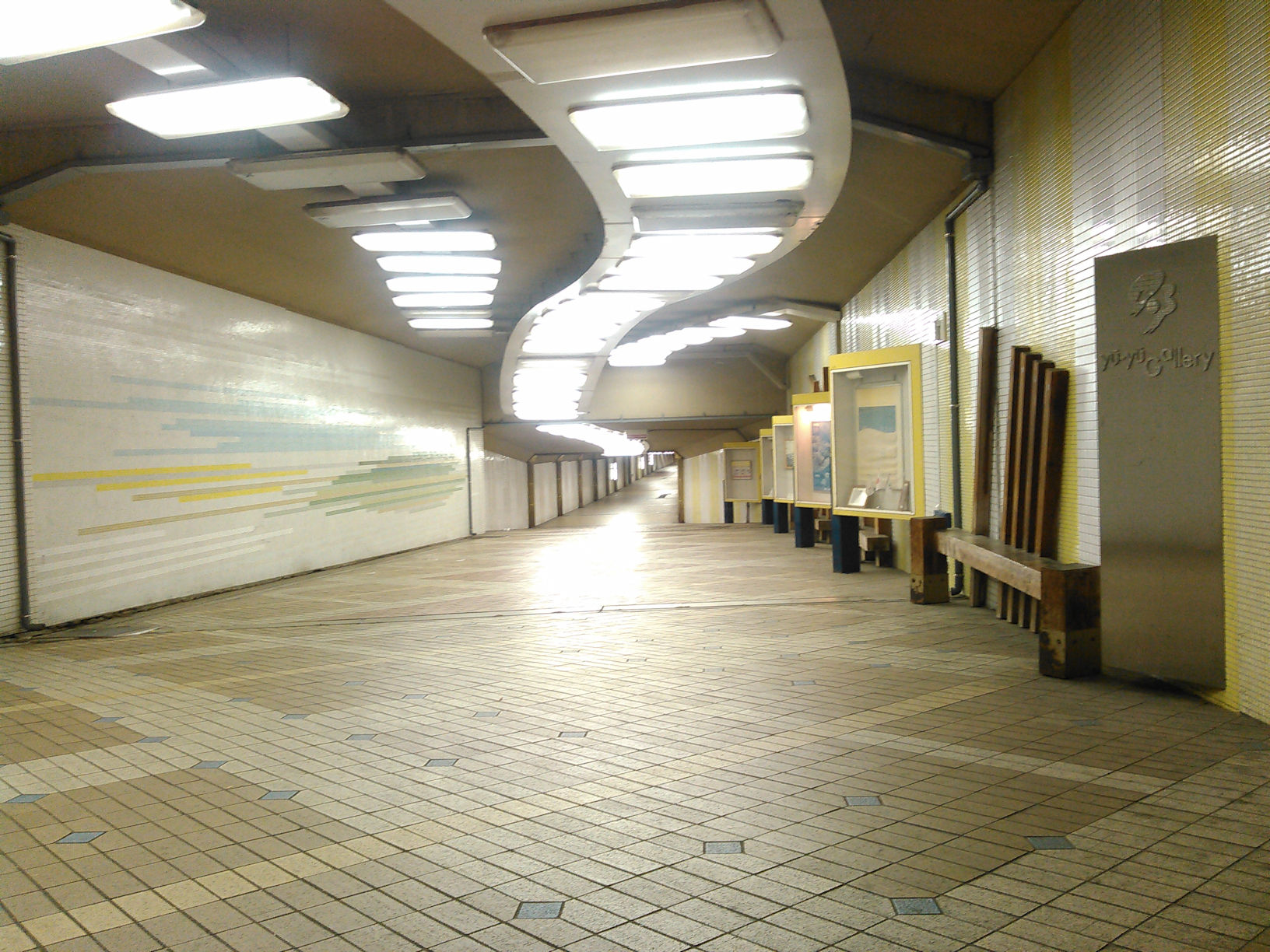
ゆうゆう地下道

美術館通り（びじゅつかんどおり）は、福島県郡山市中心部から東部へ伸びる幹線道路。

## 概要
市内中心部の昭和通り（旧国道4号）大町交差点からJR東北本線の線路下をくぐり、郡山市立美術館前、東部ニュータウンを経由して市内中田町赤沼の福島県道65号小野郡山線の交差点までを結ぶ。
JRの線路下をくぐるトンネルには歩道が設けられ、「ゆうゆう地下道」という愛称がついている。
正式名は昭和通りから東部幹線までが都市計画道路大町横塚線および郡山市道1-75号向河原大町線、東部幹線より東側が都市計画道路横塚赤沼線および郡山市道1-56号赤沼方八町線。

## 歴史
1992年11月、市内安原町に郡山市立美術館が開館したが、駅前からのアクセスには保土谷化学工業郡山工場と福交ゴルフガーデンの敷地を迂回する必要があり、遠回りを余儀なくされていた。
また、既に分譲が進んでいた東部ニュータウンへの駅前からのアクセスは福島県道65号小野郡山線しか方法がなく、住民は不便を強いられていた。
そこで、これらのアクセス改善のため、この計画が進められた。
まず、東部幹線から美術館前までの片側2車線化が進められ、1996年3月、東部ニュータウンに緑ケ丘中学校が開校するのに合わせて美術館側の斜面に新しい進入路が設けられ、ニュータウン内を貫く通りとともに美術館通りの一部となった。
並行してJR線路下のトンネルの工事も進められ、1997年3月には、JR郡山駅西口からトンネルをくぐって東部幹線までを結ぶ区間が開通し、亀井静香建設大臣を招いて開通式が行われた。
その後、昭和通りへの延伸の障害となっていた市内大町の東部ガスのガスタンクが郊外に移転され、昭和通りまでの全区間が開通した。
開通前にトンネル東側にあった福交ゴルフガーデンの跡地には現在、星総合病院や郡山駅東ショッピングセンターが建ち、その付近にはヨークベニマル横塚店が出店するなど、沿道には郊外型の店舗が多く出店している。

## 交差する道路
- 福島県道57号郡山大越線（通称昭和通り、大町交差点）
- 福島県道355号須賀川二本松線
- 東部幹線
- 福島県道73号二本松金屋線（立体交差）
- 福島県道297号斎藤下行合線
- 福島県道65号小野郡山線

## 道路施設
- 安原橋
- 瀬戸橋
  - 全長：36.4m
  - 幅員：17.0m
  - 竣工：1986年

中田町赤沼字杉並から字瀬戸に跨り、一級水系阿武隈川水系大滝根川を渡る。橋上は上下対向2車線と南詰の起点部交差点の右折車線の計3車線で供用され、両側に歩道が設置されている。

## 沿線
- 星総合病院
- 郡山駅東ショッピングセンター
- ヨークベニマル横塚店
- 郡山市立美術館
- 郡山市立緑ケ丘中学校
- 郡山市図書館緑ケ丘分館